# 加蓬护照
加蓬护照是加蓬共和国政府签发给本国公民的供其证明其國籍和身份的旅行證件。 
根据2025年1月8日发布的亨利护照指数，加蓬护照可免签证、落地签证或电子签证入境60个国家和地区，位居世界第82，与布基纳法索、马达加斯加护照并列。